# Synagogue Al Fassiyine
La Synagogue Al Fassiyine ou Slat Al Fassiyine ( hébreu : בית הכנסת סלאת אל פאסיין ; en arabe : بيعة صلاة الفاسيين   ) est une synagogue située à Fès el-Jdid, la nouvelle médina de Fès. 

## Histoire
La synagogue Al-Fassiyine était l'une des rares synagogues où les rituels non séfarades des tochavim se sont poursuivis jusqu'au XXe siècle ,. Elle est réputée pour être la plus ancienne synagogue du Mellah de Fès. On pense qu'elle a été construite pendant la période mérinide (XIIIe – XVe siècles). Son bâtiment actuel date du XVIIe siècle.
En 1791-92, Moulay Yazid expulse les juifs du Mellah et transforme Slat al Fassiyine en prison. Cependant, après une courte période, il leur a permis de rentrer.

### Déclin
La synagogue a continué à être utilisée activement jusqu'à la fin des années 1950. À la suite de l'indépendance du Maroc en 1956, une grande partie de la communauté juive a quitté le pays pour Israël, la France et Montréal. La synagogue est tombée en ruine, ensuite fermée en 2000  et finalement transformée en atelier de fabrication de tapis, et plus tard en gymnase de boxe,.

### Restauration
La synagogue a été restaurée et réinaugurée en février 2013 par le premier ministre Abdelilah Benkirane,. En 2016 et à l'occasion de la fête de Hanoukka, elle rouvre ses portes pour des services religieux complets̩. La restauration a été financée avec des fonds provenant du gouvernement allemand, la communauté juive de Fès, la Fondation pour le patrimoine culturel juif marocain, et le gouvernement marocain.